# Gisborne City AFC
El Gisborne City AFC fou un club de futbol de Gisborne (Nova Zelanda).

## Palmarès
- Lliga Nacional de Futbol de Nova Zelanda:[1]
  - 1984

- Copa Chatham:[2]
  - 1987